# Стрмец при Орможу
Стрмец при Орможу (словен. Strmec pri Ormožu) је насељено место у општини Ормож, Подравска регија, Словенија.

## Историја
До територијалне реорганизације у Словенији био је у саставу старе општине Ормож.

## Становништво
У попису становништва из 2011. године, Стрмец при Орможу је имао 60 становника.
| Број становника према пописима | Број становника према пописима | Број становника према пописима |
| ------------------------------ | ------------------------------ | ------------------------------ |
| 1991                           | 2002                           | 2011                           |
| 63                             | 53                             | 60                             |

Напомена: До 1953. исказивано под именом Стрмец.